# Katrina Hodge
Pour les articles homonymes, voir Hodge.
Katrina Hodge, est une militaire britannique, née le 29 mars 1987 à Tunbridge Wells dans le Kent et Miss Angleterre 2009. Elle est caporal dans l'armée britannique.

## Biographie
Katrina Hodge est membre de l'armée britannique de Tunbridge Wells, Kent, au sud-est de l'Angleterre. Elle devint célèbre après avoir été signalée dans les journaux britanniques en 2005 pour un fait de bravoure qui lui valut une récompense. Au service du Royal Anglian Regiment (en) à Bassora en Irak, elle sauva la vie de ses camarades compatriotes en luttant à mains nues contre un prisonnier armé.
Katrina Hodge est depuis surnommée la « Barbie de combat ». Elle a déclaré à l'armée britannique : « Vous entendez les filles dans les concours de beauté qui parlent de la paix dans le monde, mais moi je suis là-bas pour essayer de parvenir à la paix pour de vrai et je veux plus de filles à s'engager ».
Elle a ensuite, fait la une des journaux pour être le premier membre des Forces armées britanniques à avoir participé à un concours de beauté.
Les finales nationales de Miss Angleterre 2008 ont eu lieu le 18 juillet 2008. Katrina a été classée 5e dauphine et a gagné le titre Miss Eco et Miss Everymodel.
Finaliste au concours de Miss Angleterre 2009, elle en obtint le titre détenu par Rachel Christie quand celle-ci démissionna en novembre 2009 à la suite d'une altercation en discothèque.
C'est donc Katrina qui fut sélectionnée pour représenter l'Angleterre dans la finale du concours de Miss Monde à Johannesburg, en Afrique du Sud, le 12 décembre 2009. Et c'est Miss Gibraltar, Kaiane Aldorino, qui est devenue Miss Monde 2009.